# Owsiszcze
Owsiszcze (cz. Ovsiště, niem. Owschütz) – wieś w Polsce położona w województwie śląskim, w powiecie raciborskim, w gminie Krzyżanowice, tuż przy granicy z Czechami. Przed wejściem Polski i Czech do strefy Schengen funkcjonowało tu przejście graniczne Owsiszcze-Píšť.

## Nazwa
Według jednej z teorii nazwa wsi pochodzi od słowa ofista, co oznacza miejsce w którym rósł owies. Natomiast według niemieckiego nauczyciela Heinricha Adamy’ego nazwa miejscowości wywodzi się od polskiej nazwy owcy. W swoim dziele o nazwach miejscowości na Śląsku wydanym w 1888 roku we Wrocławiu wymienia on najwcześniejszą nazwę wsi jako Owczyce podając jej znaczenie „Schafdorf” czyli po polsku „Wieś owiec” lub „Owcza wieś”. Według tego wywodu nazwa pochodzi więc od wypasu owiec przez mieszkańców wsi. Nazwa została później fonetycznie zgermanizowana na Owschütz i utraciła swoje pierwotne znaczenie. 
Podczas kolejnej akcji germanizacyjnej nazw miejscowych i fizjograficznych zgermanizowana fonetycznie niemiecka nazwa Owschütz została w 1936 r. zastąpiona przez administrację III Rzeszy całkowicie niemiecką nazwą Habergrund.
Nazwa miejscowości, według prowadzonego przez Ministerstwo Spraw Wewnętrznych i Administracji Wykazu urzędowych nazw miejscowości i ich części, jest w liczbie pojedynczej, jej dopełniacz ma formę (do) Owsiszcza, a przymiotnik brzmi: owsiski. 

## Historia
Podczas wykopalisk znaleziono  w 1998 r. unikatowy w skali Polski pięściak (jeden z kilku znalezionych w Polsce) sprzed około 200 tysięcy lat p.n.e. Reprezentuje on kulturę paleolitu. 
Wieś powstała najprawdopodobniej w XIV wieku. Pierwsze wzmianki o Owsiszczu pochodzą z 1425 roku. W XVIII w. wioska należała do dóbr księcia Lichnowskiego, a w 1772 jej część została sprzedana Mariannie Lasak. W tym czasie Owsiszcze liczyło sobie 205 mieszkańców. W 1865 roku wzniesiono nową szkołę, zaś w 1923 wybudowano kościół należący do parafii Najświętszego Serca Pana Jezusa w Owsiszczu. Wybudowano także pomnik upamiętniający ofiary I wojny światowej. 
Historycznie miejscowość leży na tzw. polskich Morawach, czyli na obszarze dawnej diecezji ołomunieckiej a jej mieszkańców posługujących się tradycyjnie gwarami laskimi nazywano Morawcami. Po I wojnie światowej planowano przekazanie miejscowości Czechosłowacji wraz z resztą ziemi hulczyńskiej, ale ostatecznie pozostała ona na terenie Niemiec.
Od 1945 roku do lat 70. XX w. stacjonowała tu strażnica Wojsk Ochrony Pogranicza.
W latach 1975–1998 miejscowość administracyjnie należała do województwa katowickiego.
W 1976 samodzielność w postaci własnego sołectwa uzyskała kolonia Nowa Wioska, dotąd znana jako Owsiszcze II.

## Sport
Na terenie Owsiszcza działa klub sportowy LKS Owsiszcze prowadzący dwie sekcje – piłkarską oraz zapaśniczą.